# Пропаганда
Пропаганда је намерни и систематски покушај обликовања перцепције и манипулисања спознајом и понашањем у циљу изазивања реаговања које је у интересу пропагатора. Појам „пропаганда“ се углавном користи у политичком контексту, док се на подручју економије говори о „оглашавању“.
Пропагандна делатност, као један од облика друштвене комуникације, стара је колико и сама људска комуникација. Иако је у различитим историјским епохама пропаганда различито коришћена, схватана и тумачена, пропагандна комуникација била је неизбежан пратилац сваке људске комуникације уопште, и својим деловањем оставила је снажан печат развоју људске цивилизације.
Реч пропаганда изведена је из назива заједнице Sacra congregatio Christiano nomini propaganda која је 1626. године основана при Папинској курији Католичке цркве са сврхом ширења католицизма и регулисања црквених односа у некатоличким земљама. Први пут изван цркве бележи га 14. издање Британске енциклопедије (Encyclopaedia Britannica) 1929. године.
Кроз монополизацију пропаганде диктаторским режимима − посебно у национал-социјализму, стаљинизму и другим тоталитарним системима, појам пропаганда има врло пејоративан карактер. Такође, једнострани приказ информација није неуобичајен ни у демократијама. Због негативне конотације, појам је у новије време погрешно замењен енглеским појмом Public Relations или односи с јавношћу. Веома је битно истакнути да односи с јавношћу нису исто што и пропаганда. Пропаганда је у ствари једносмеран облик комуникације, док су односи с јавношћу двосмерни облик комуницирања. Оно што разликује пропаганду и односе с јавношћу јесте и чињеница да у пропагандној комуникацији често није могуће идентификовати извор, док су у односима с јавношћу извори тачно прецизирани. Такође, пропаганда се темељи на наговарачком карактеру, док се односи с јавношћу труде да одрже наклоност и везу између јавности и одређених институција или појединаца, пре свега дијалогом који није стриктно усмерен на манипулативни карактер (не гледају се само интереси институција или појединаца, него и циљаних група). Оно што би се могло повезати као пропагандно, а да се тиче односа с јавношћу, јесте свакако оглашавање (које је инструмент ПР-а). Али ипак и оглашавање поред наговарања, има функцију образовања и информисања (функција информисања доминантнија је од наговарачке).

### Увод
У најранијим људским заједницама, на пример, пропаганда је коришћена као средство за сугестивно саопштавање важних информација, или наметање образаца понашања припадницима исте заједнице у култним верским обредима, уз помоћ симбола и рудиментарних гласовних знакова, а касније у облику предања и легенди, које су се преносила са колена на колено.
У античко доба, рецимо, пропагандна комуникација је схватана као легитимна и мање више корисна реторичка вештина надарених говорника, док се средином 20. века сматрало да је пропаганда научно заснована управљачка полуга владајућих кругова модерних држава, путем које се ефикасно могу контролисати сложени друштвени процеси. Оно што је важно, јесте свест да је ова специфична форма комуникације међу људима одувек постојала у различитим облицима, и служила је као начин за остваривање посебних интереса, било да су у питању појединци, или одређене друштвене групе.

### Основни појмови
Сам термин пропаганда потиче од латинске речи пропагаре, што у преводи значи ширење, распростирање. Интересантно је да овај термин готово да није био познат све до почетка 19. века.
Према многим изворима, појава овог појма у значењу под којим га данас подразумевамо везује се за 1622. годину и то за папу Грегора XV и успостављања "Congregatio de Propaganda Fide", посебног тела католичке цркве. Ово тело, састављено од кардинала и високих црквених достојанственика, имало је задатак „да организовано и ефикасно шири католичку веру".
Како наводи и П. Остојић, реч пропаганда поникла је у доба реформације и коришћена је у „верске сврхе, а доцније у политичке, културне и друге. У ширењу вере и свим реформаторским покретима пропаганда је била главно средство убеђивања и борбе. Историја из првог доба хришћанства пуна је примера пропаганде, нарочито у виду симбола (крст је означавао идеју пожртвовања).
Први светски рат и пропагандни напори који су улагани од стране свих учесника, углавном се у савременој литератури узимају као прекретница у третирању пропаганде као осмишљене и организоване комуникације, којој се придаје озбиљан значај у освајању економских, политичких и ратних циљева. Тада се пропаганда најчешће, и у најширем смислу, дефинише као ширење и распростирање пожељних идеја, мишљења и ставова често уз коришћење лажи и искривљених чињеница.
Многе заблуде и претеривања у вези њеног утицаја и начина деловања управо тада постају модерни митови, који су се задржали до данас. Једна од тих заблуда је и широко распрострањено мишљење да је пропаганда нека врста тајног научног метода у испирању мозга људи. Многи људи и данас верују да је то тачно и да су жртве разних експеримената, које владе, или њихове тајне организације (ЦИА, КГБ), предузимају како би остваривале своје скривене циљеве. Ове теорије завере везане за пропаганду никада нису изгубиле на актуелности и на занимљив начин говори о актуелности теме.

### Дефиниција пропаганде
У настојању да се феномен пропаганде ипак прецизније дефинише, многе модерније теорије усвојиле су неколико заједничких одредница, које пропаганду схватају као скуп посебних техника комуникације у циљу масовног утицаја, или сугестије, кроз манипулацију симболима и психологијом масе и појединца.
Оно у чему се сви слажу, јесте чињеница да пропаганда укључује интензивно коришћење слика, слогана и симбола који утичу на наша уверења и емоције; то је смишљена комуникација са тачно одређеном тачком гледишта, која има за циљ да прималац поруке “добровољно” усвоји жељене позиције и уверења као да су његови сопствени и делује у складу са тим.
Већина теоретичара комуникације слаже се да оно што разликује пропаганду од осталих видова људске комуникације, према Ласвелу и ауторима, јесте да је она у сваком случају увек акт предумишљаја, повезана са друштвеним уређењем као унапред дефинисаном контроверзом, односно начелно конфликтном ситуацијом, као једном врстом датости. „Пропаганда може бити идентификована као промишљен напор да се врши утицај на исход спорних ситуација, у изазивању наклоности према преференцији. У том смислу, пропаганда се разликује од других промишљених трансмисија информација, или од сличних церемонијалних или чисто изражајних активности“.
Данас, савремену пропагандну делатност, као специфичан облик друштвене комуникације, ипак можемо најпрецизније дефинисати као „систематски покушај да се врши утицај на емоције, ставове, уверења и акције одређене циљне популације у сврху идеолошке, политичке или комерцијалне индоктринације, путем контролисане трансмисије једностраних порука преко масовних или директних канала медијске комуникације“.

### Пропаганда и убеђивање
У теорији и пракси која се бави феноменом пропаганде, честа је појава читавог низа разнородних термина и појмова који понекад збуњују оне који су заинтересовани за боље разумевање функционисања пропаганде. Тако се као ознака за ову специфичну форму комуникације често могу наћи изрази као што су убеђивање, утицај, реклама, економска пропаганда, политички маркетинг и сл.
Узрок овако разноликој терминологији није само незнање или неразумевање феномена, већ и тачка гледишта појединих аутора, који проучавању пропаганде приступају из одређеног уског угла (на пример са тачке гледишта социјалне психологије, класичног економског маркетинга).
Такође, не треба заобићи ни свесну жељу појединих аутора да се пропаганди, као таквој, ублажи или уклони негативни предзнак и она објасни као друштвено пожељан и прихватљив феномен, у најширем смислу речи. Тако се може лако уочити да се овај појам различито употребљава у различитим ситуацијама - рецимо термин пропаганда јесте прихватљив када су у питању ратне околности, деловање политичких противника, или неприхватљивих верских секти и култова са једне стране, док се рецимо пропаганда у сфери економије назива убеђивањем, оглашавањем, или рекламом.
У том смислу, када се говори о дефиницијама пропаганде тешко да се може избећи разматрање односа између пропаганде и убеђивања, термина који је релативно нов, нарочито у употреби у литератури која се појавила средином прошлог века. Наиме, многи савремени аутори инсистирају на употреби појма персуазија , или „убеђивати“, што према њиховом схватању представља облик комуникације различит од пропаганде, у класичном смислу те речи, и односи се на позитиван исход и „добре намере“ ове активности, као и на начин комуникације која се не служи лажима, искривљавањем истине и манипулацијама.

### Пропагандна комуникација
Пропаганда у суштини користи веома сличан комуникацијски модел као и сваки други процес комуницирања, с тим што поседује одређене посебне технике и моделе, које је битно разликују од класичне размене информација.
Пропагандна комуникација може бити отворена, у форми рекламних порука, односно отворених позива за делање у неку одређену сврху или, што је чешћи случај, прикривена, када покушава да искористи легалне начине комуникације за своје потребе.
У процесу комуникације, пропаганда може деловати као самостално осмишљена и реализована пропагандна кампања за одређену сврху (рекламне, политичке, хуманитарне, итд), или коришћењем легалних извора информација, као што су медијске мреже, институције различитих профила које објављују „вести“, или саопштења за јавност, у различитим облицима и формама.
За пропагандну комуникацију је, такође, карактеристично да се у случајевима отворене пропаганде, као посредници, углавном, појављују специјализоване агенције, или појединци, који креирају и реализују ову врсту комуникације својих клијената са окружењем, док се у случајевима прикривене пропаганде ова комуникација врши преко неутралних посредника. У ову групу спада и контрола протока информација, ширење лажних вести, искривљавања и прилагођавање основних информација и томе слично.

## Основни принципи и врсте пропаганде
Да би била успешна свака пропаганда мора да задовољи неке основне предуслове који су чврсто повезани са социолошким и психолошким карактером људи и принципима организације и функционисања људског друштва у целини.
У том смислу, поједини аутори дефинишу постојање одређених врста пропаганде које се деле на рецимо, политичку и социолошку пропаганду од којих свака има своје принципе и начине функционисања. Такође постоје поделе и на вертикалну и хоризонталну пропаганду, односно на пропаганду агитације и пропаганду интеграције.
Ако се прихвати принцип да је пропаганда пре свега специфичан облик комуникације, онда је у том смислу пропаганду према врстама глобално можемо поделити на активну и пасивну пропаганду. Активну пропаганду можемо означити као ону врсту комуникације која у себи садржи методе и технике директних позива на акцију, без обзира о којој врсти извора поруке је реч (политика, економија...). Са друге стране, пасивну пропаганду представљају посебни друштвени и социолошки механизми као што су образовни систем, моралне и статусне вредности одређене заједнице, заједнички друштвени митови, политички и економски модели и општеважећа правила и кодекси понашања усвојени од стране већине.

## Основне пропагандне технике
Пропагандне технике представљају скуп различитих елемената и поступака које пропаганда користи у обликовању и реализацији својих порука. Ове основне пропагандне технике представљају главне начине пропагандне комуникације уз помоћ којих пропаганда врши утицај на публику и користе се у свим пропагандним средствима у неком од облика који је прилагођен одређеном медију.
Институт за Пропагандну анализу  је 1937. године дефинисао седам основних пропагандних техника које се најчешће употребљавају у пропагандној пракси: 
1. давање имена
2. блистава уопштавања
3. трансфер
4. сведочење
5. простодушност
6. мешање карата и
7. путујући оркестар

Иако се поједини аутори у теорији пропаганде не слажу са оваквом поделом, сматрајући је сувише поједностављеном, за потребе генералне расправе о пропаганди, врло је важно да ових седам техника буду сасвим јасно дефинисане, јер је то најбољи начин да се правилно разјасни основни начин функционисања пропаганде. Данас нам је познато да се списак ових техника може проширивати, зависно од приступа теми, али у принципу то није од великог значаја за разумевање суштине ствари.

## Пропагандна средства
Пропагандна средства представљају инструменте за пренос пропагандних порука до примаоца. У теорији и пракси ова средства се обично деле на електронска и штампана пропагандна средства, као и на неке усмене облике пропаганде у које спадају јавни говори, оговарања и гласине.
Електронска средства обично подразумевају радио и телевизију, електронске огласне табле које могу комбиновати видео, аудио и графичке презентације, као и Интернет, односно светску информатичку мрежу.
Штампана средства су све врсте огласа у дневној или периодичној штампи, билборди, плакати, леци, брошуре, књиге, банери и сл.
Такође, у средства пропаганде се могу убројати и неки специфични облици јавних презентација као што су сајмови, посебно организовани презентациони догађаји (ивентс), јавне дегустације, кућне продајне презентације, итд.
Као пропагандна средства често се користе фотографија и филм - почевши од играних, рекламних, наменских или документарних филмова, затим позориште као и остале врсте изражајних уметности.